# Penrosemedaljen
Penrosemedaljen är det största pris som delas ut av Geological Society of America till dem som gjort de största insatserna inom geologisk vetenskap. Medaljen instiftades 1927 av R.A.F. Penrose Jr..
Åren 1929, 1937 och 1943 delades inget pris ut.

## Samtliga pristagare
- 1927: Thomas Chrowder Chamberlin
- 1928: Jakob Johannes Sederholm
- 1929: Inget pris delades ut
- 1930: François Alfred Antoine Lacroix
- 1931: William Morris Davis
- 1932: Edward Oscar Ulrich
- 1933: Waldemar Lindgren
- 1934: Charles Schuchert
- 1935: Reginald Aldworth Daly
- 1936: Arthur Philemon Coleman
- 1937: Inget pris delades ut
- 1938: Andrew Cowper Lawson
- 1939: William Berryman Scott
- 1940: Nelson Horatio Darton
- 1941: Norman Levi Bowen
- 1942: Charles Kenneth Leith
- 1943: Inget pris delades ut
- 1944: Bailey Willis
- 1945: Felix Andries Vening Meinesz
- 1946: T. Wayland Vaughan
- 1947: Arthur Louis Day
- 1948: Hans Cloos
- 1949: Wendell P. Woodring
- 1950: Morley Evans Wilson
- 1951: Pentti Eskola
- 1952: George Gaylord Simpson
- 1953: Esper S. Larsen, Jr.
- 1954: Arthur Francis Buddington
- 1955: Maurice Gignoux
- 1956: Arthur Holmes
- 1957: Bruno Sander
- 1958: James Gilluly
- 1959: Adolph Knopf
- 1960: Walter Hermann Bucher
- 1961: Philip Henry Kuenen
- 1962: Alfred Sherwood Romer
- 1963: William Walden Rubey
- 1964: Donnel Foster Hewett
- 1965: Philip Burke King
- 1966: Harry H. Hess
- 1967: Herbert Harold Read
- 1968: J. Tuzo Wilson
- 1969: Francis Birch
- 1970: Ralph Alger Bagnold
- 1971: Marshall Kay
- 1972: Wilmot H. Bradley
- 1973: M. King Hubbert
- 1974: William Maurice Ewing
- 1975: Francis J. Pettijohn
- 1976: Preston Cloud
- 1977: Robert P. Sharp
- 1978: Robert M. Garrels
- 1979: J Harlen Bretz
- 1980: Hollis D. Hedberg
- 1981: John Rodgers
- 1982: Aaron C. Waters
- 1983: G. Arthur Cooper
- 1984: Donald E. White
- 1985: Rudolf Trümpy
- 1986: Laurence L. Sloss
- 1987: Marland P. Billings
- 1988: Robert S. Dietz
- 1989: Warren Bell Hamilton
- 1990: Norman D. Newell
- 1991: William R. Dickinson
- 1992: John Frederick Dewey
- 1993: Alfred G. Fischer
- 1994: Luna B. Leopold
- 1995: John C. Crowell
- 1996: John R. L. Allen
- 1997: John D. Bredehoeft
- 1998: Jack E. Oliver
- 1999: M. Gordon Wolman
- 2000: Robert L. Folk
- 2001: Kenneth Jinghwa Hsu
- 2002: Walter Alvarez
- 2003: Peter R. Vail
- 2004: W. Gary Ernst
- 2005: Minze Stuiver
- 2006: Steve Kesler
- 2007: Kevin Burke
- 2008: George A. Thompson
- 2009: B. Clark Burchfiel
- 2010: Eric J. Essene
- 2011: Paul F. Hoffman
- 2012: Raymond A. Price
- 2013: Steven M. Stanley
- 2014: Susan Kieffer
- 2015: James W. Head
- 2016: John T. Andrews
- 2017: George Plafker
- 2018: Kent Condie
- 2019: Tanya Atwater